# Råda kyrka, Lidköpings kommun
Råda kyrka är en kyrkobyggnad som sedan 2006 tillhör Kållands-Råda församling (tidigare Råda församling) i Skara stift. Den ligger i utkanten av Lidköping i kyrkbyn och stadsdelen Råda i Lidköpings kommun.

## Kyrkobyggnaden
Bevarade delar av förromanska gravvårdar, av den så kallade Eskilstunatypen, visar att en kyrkobyggnad kan funnits på platsen redan under 1000-talet. Råda framstår tillsammans med Husaby kyrka som en viktig kultort med en särställning utöver de vanliga sockenkyrkorna. Gravfragmenten har påträffats sekundärt inmurade i nuvarande kyrkobyggnadens murverk. Den murade stenkyrkan anses därför ha föregåtts av en tidigare byggnad på platsen och då sannolikt av trä .     
Råda kyrka är uppförd på 1100-talet. Den bestod då av långhus och rakslutet kor. Korets ursprungliga utseendet är inte känt då det ombyggdes i slutet av 1200-talet och fick sin nuvarande gestalt . Från kyrkans första tid återstår endast murpartiet i kyrkans västra del med den smala, ovanligt formade portalen. Dessutom anses dopfunten med sin cylindriska form och helt utan äldre dekor vara från 1100-talet.
Kyrkans östra del med rakt avslutat kor och spetsbågiga fönster är från 1200-talet. På 1400-talet tillbyggdes ett torn i väster, vapenhus och sakristia. Dessutom ersattes kyrkans platta trätak med de nuvarande valven. Målningarna i valven gjordes 1632.
En runsten från cirka år 1000, Vg 40, finns inmurad i vapenhusets vägg.
Den höga tornspiran som varit ett landmärke för seglare på Kinneviken, förstördes den 8 maj 1874 av åska. Den ersattes snart med en lägre överbyggnad, tills även denna försågs med ny tornspira i äldre stil år 1927. .  

## Inventarier
- En stående madonnaskulptur i altarskåp från omkring 1500 utförd i ek. Figurens höjd 145 cm och skåpets 183 cm. [5]

### Utgrävningar
Då kyrkogården behövde utvidgas under 1980-talet, hittades föremål i den undanröjda jorden. Bland annat mönstrade lerskärvor som daterades till vikingatid.
 Detta ledde till utgrävningar 1983, där många intressanta fynd av bebyggelserester och föremål från tiden för Kristi födelse och fram till 1400-talet hittades.
 Bland fynden finns tecken på att platsen varit bebodd redan på 800-talet, samt att det legat en stormannagård med omfattande verksamhet och långväga handelskontakter på platsen. Ytterligare utgrävningar har gjorts under 1990-talet för att få mera information om bebyggelsens kontinuitet och sambandet mellan boplats och kyrka vid tiden för kristendomens införande. Utgrävningarna visar också att nuvarande 1100-tals kyrkan i sten, bör ha haft en stavkyrka av trä som föregångare.

### Omgivningen
Området kring Råda kyrka har höga kultur- och naturvärden. Här finns bland annat Lunnelids naturreservat, kulturstig, hembygdsgård, och en iordningställd utsiktsplats över Kinneviken och Kinnekulle. 

## Bilder

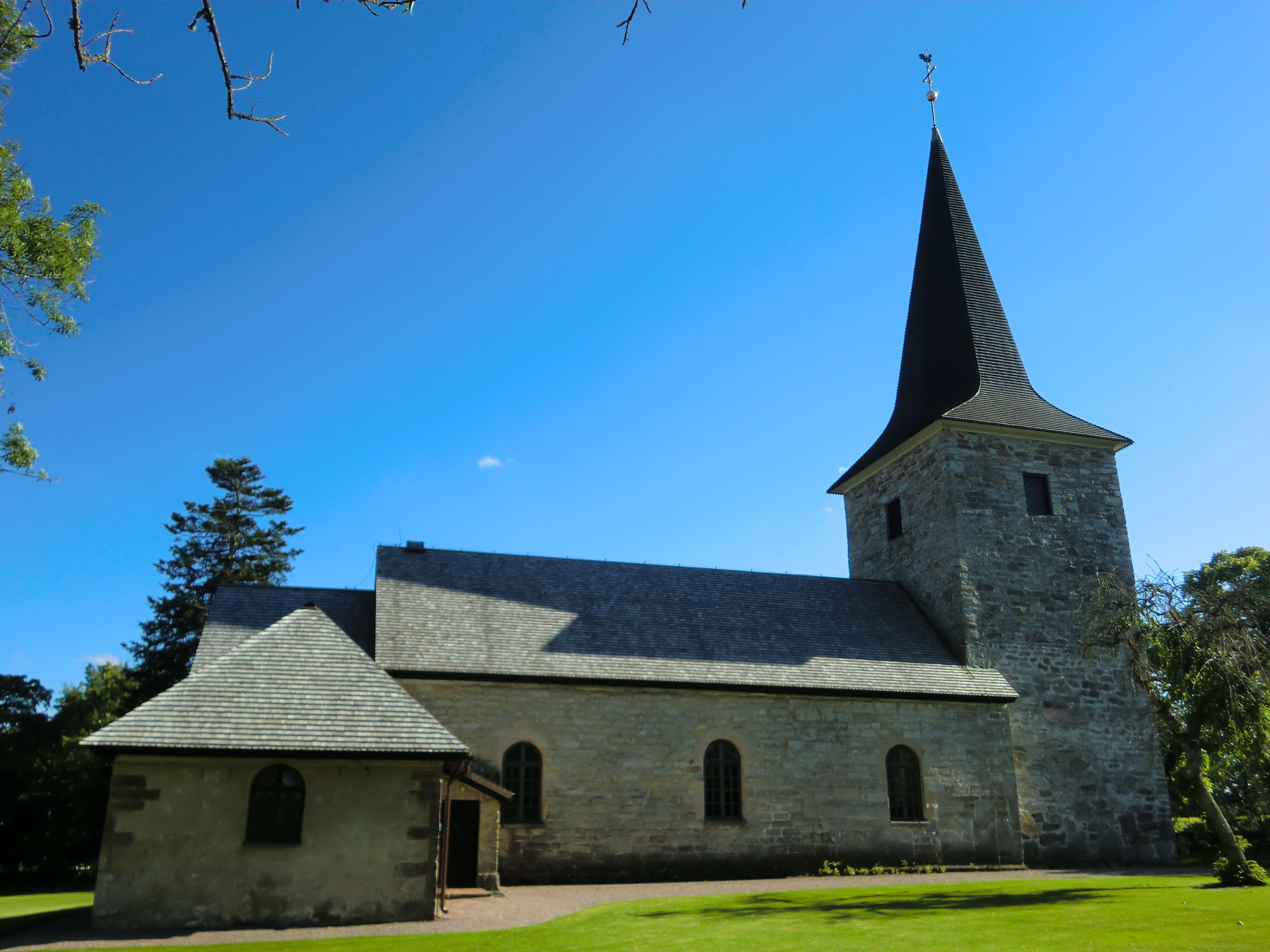
Råda kyrka, sedd från norr
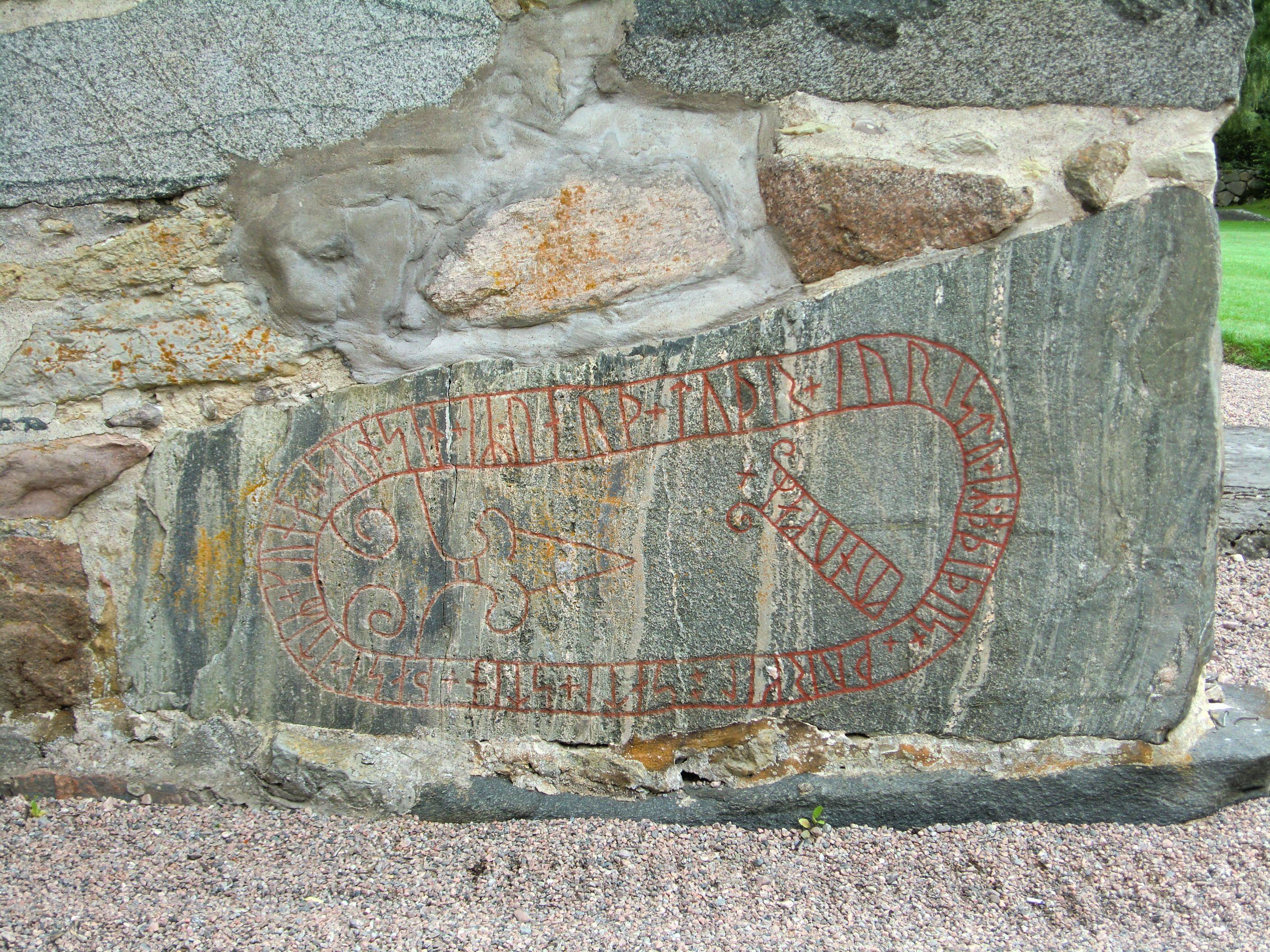
Runsten Vg 40 inmurad i vapenhusets vägg
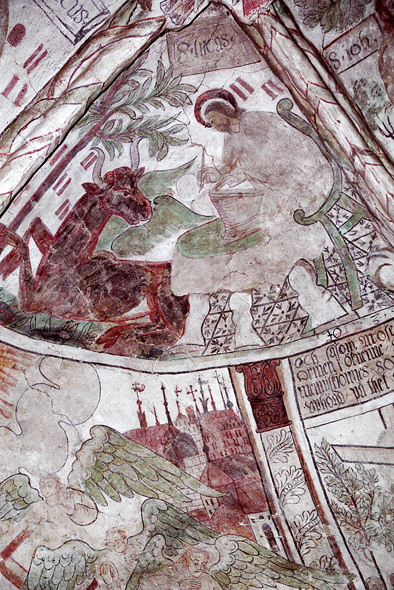
Takmåling i Råda kyrka